# Goya oder der arge Weg der Erkenntnis
Der historische Roman Goya oder der arge Weg der Erkenntnis erschien 1951 und ist ein Spätwerk Lion Feuchtwangers. Er entstand in den Vereinigten Staaten, wohin sich Feuchtwanger nach der Machtergreifung durch Hitler ins Exil geflüchtet hatte. In einem Brief an Arnold Zweig von Anfang 1943 veranschlagte Feuchtwanger die Dauer der Arbeit am Roman auf eineinhalb Jahre. Daraus jedoch sollten sieben Jahre werden, und damit mehr, als Feuchtwanger je für einen Roman aufgewendet hatte. Dem Roman sollte ein zweiter Teil folgen, der jedoch nicht mehr verwirklicht werden konnte. Das Buch wurde 1971 von Konrad Wolf verfilmt, wobei Donatas Banionis den Goya verkörperte.

## Handlung
Die Handlung des Romans ist im Spanien des endenden 18. Jahrhunderts und beginnenden 19. Jahrhunderts angesiedelt. Der Roman ist in drei Hauptteile untergliedert, die aus vielen Unterkapiteln bestehen. Jedes der Hauptkapitel führt den Leser in die historischen Begebenheiten und politischen Umwälzungen der Zeit ein. Erzählt wird eingangs der Weg des Malers Francisco de Goya zum „Ersten Hofmaler“ Karls IV.
Der zunächst noch gefällige, aber auch, da ab und an von der traditionellen Manier abweichende, immer häufiger verstörende Porträts malende Goya, hat schon am Beginn des Romans durch seine Kunst Zutritt zu den höchsten Kreisen des spanischen Adels. Er beginnt eine ebenso zerstörerische wie auch leidenschaftliche Affäre mit der Herzogin von Alba, die einem der ältesten Adelsgeschlechter Spaniens angehört. Ein Großteil des Romans ist dieser verwirrenden und aufwühlenden Liaison gewidmet.  
Daneben verwickelt sich Goya immer häufiger in die Intrigen bei Hofe und wird anfangs gegen seinen Willen in politische Machtspiele verwickelt. Angetrieben von seinem oft sauertöpfisch-gutmütigen Gehilfen Agustin, ändert sich Goyas apolitische Haltung jedoch allmählich und er beginnt, seine Kunst als Mittel zu entdecken, auf Missstände des stark katholisch geprägten spanischen Feudalstaates aufmerksam zu machen. In den ersten gefährlichen Bildern Goyas entdecken seine begeisterten Freunde ein idioma universal, eine Sprache, die jeder verstehen wird, die allgemein gültig ist. Dennoch bleibt Goya vorerst seinen hochadeligen Auftraggebern verpflichtet, wenn seine Porträts von nun an auch mit erahnbarer Ironie durchsetzt sind. 
Feuchtwanger nutzt eine fiktive Krise in der Beziehung mit der Herzogin von Alba, um Goyas Zusammenbruch von 1792 zu erklären, der mit dem schmerzvollen Verlust seines Gehörs endet. Der Leser begleitet Goya auf dem Weg aus der Isolation der Krankheit hin zu einer neuen Kunstform. Die Nichtigkeit der Aussagen seiner bisherigen Porträts erkennend, beschäftigt sich Goya mit der Radierung.  
Es entstehen die Caprichos, Goyas freche und tiefsichtige Karikaturen der zeitlichen Zustände, mit derber Kritik an Hochmut und Eitelkeit des Adels, aber auch der Inquisition, die wie ein schwarzer bedrohlicher Schatten über dem Spanien des ausgehenden 18. Jahrhunderts liegt. Mit diesen Werken löst sich Goya endlich von herrschenden akademischen Wegen der Malerei und folgt immer mehr seinen eigenen Vorstellungen des malerischen Ausdrucks. Der Roman schließt mit der heiklen Veröffentlichung der Caprichos, die durch einige Kniffe zuletzt weder mit der Ergreifung Goyas durch die erzürnte Inquisition noch mit der Ungnade des angegriffenen Hofes endet.

## Ausgaben
- Erstausgabe: Frankfurter Verlagsanstalt, Frankfurt am Main 1951, 613 S.
- Englische Ausgabe unter dem Titel: This is the Hour. Viking, New York, 1951.
- Gesammelte Werke in Einzelbänden Bd. 13: 2. Aufl. Aufbau, Berlin 2003, ISBN 3-351-02213-1
- Taschenbuch: 9. Aufl. Aufbau Taschenbuch Verlag, Berlin 2007, ISBN 978-3-7466-5613-7

## Verfilmung
- Goya. DDR/UdSSR 1971 (129 min). Regie: Konrad Wolf. Darsteller: Donatas Banionis, Olivera Vučo, Fred Düren, Rolf Hoppe,   u. a. Buch: Angel Wagenstein. Kamera: Werner Bergmann. DVD: Icestorm Entertainment, Berlin 2008.